# Фоменко, Леонид Александрович
Леонид Александрович Фоменко (1905, Славяносербский уезд, Екатеринославская губерния, Российская империя — неизвестно) — управляющий трестом «Горловскуголь» Министерств угольной промышленности Украинской ССР, Сталинская область. Герой Социалистического Труда (1957).

## Биография
Родился в 1905 году в одном из населённых пунктов Славяносербского уезда. С начала 1920-х годов трудился на одной из шахт Донбасса. Получил высшее образование по специальности горный инженер. С 1933 года возглавлял шахту имени Ильича. В послевоенное время восстанавливал разрушенные угольные шахты, затем был назначен управляющим треста «Горловскуголь». В сентябре 1948 года был награждён Орденом Ленина за двадцатипятилетнюю выслугу лет и безупречную работу на предприятиях угольной промышленности.
Коллективы шахт «Кочегарка», № 5 имени Ленина, имени Румянцева, имени Калинина, «Рудуч» досрочно выполнили плановые задания первых двух лет Шестой пятилетки (1955—1960) и первого квартала 1957 года. Указом Президиума Верховного Совета СССР от 26 апреля 1957 года удостоен звания Героя Социалистического Труда за «выдающиеся успехи, достигнутые в деле развития угольной промышленности в годы пятой пятилетки и в 1956 году».
Этим же указом званием Героя Социалистического Труда был награждён забойщик шахты «Кочегарка» Яков Андреевич Трисичев.
В последующем возглавлял одно из угледобывающих предприятий Ростовской области (предположительно — «Ростовуголь» в городе Шахты).
С 1960 года — персональный пенсионер союзного значения. Дальнейшая судьба не установлена.
Сочинения (в соавторстве)
- Совершенствование планирования производительности труда — путь к улучшению технико-экономических показателей работы шахт [Текст] / О. Б. Батин, Л. А. Фоменко, Л. А. Некрасова ; М-во угольной пром-сти СССР. Шахтин. науч.-исслед. и проектно-конструкторский угольный ин-т. — [Ростов н/Д] : [Кн. изд-во], 1968. — 64 с.; 20 см.

## Награды
- Герой Социалистического Труда
- Орден Ленина — дважды (04.09.1948; 1957)